# Botean
Botean – wieś w Rumunii, w okręgu Bihor, w gminie Ineu. W 2011 roku liczyła 631 mieszkańców.